# Indeks (pel·lícula)
Indeks (subtitulada Życie i Pracy Józefa M.) és una pel·lícula psicològica-moral polonesa del 1977 dirigida per Janusz Kijowski.

## Argument
El primer llargmetratge de Kijowski mostra el destí de la generació d'estudiants que va entrar a la vida després de 1968 a partir de l'exemple d'una dècada en la vida de Józef Moneta, participant de les protestes estudiantils del març de 1968, que és expulsat de la universitat i intenta trobar-se de nou en la realitat de la República Popular de Polònia. A causa de l'abordatge del director d'un tema polític sensible, Indeks va ser aturat per la censura, i no es va estrenar fins al 25 de maig de 1981, en l'onada de l'avenç de Solidarność.

## Repartiment
- Krzysztof Zaleski - Józef Moneta
- Ewa Żukowska – Maria
- Justyna Kulczycka – Daria
- Małgorzata Niemirska – Anna, la dona de l'oncle Karol
- Lucyna Winnicka – Sra. Marina, secretària de la redacció de la revista
- Maria Zbyszewska – La mare de Moneta
- Wiesława Mazurkiewicz – mare de Maria
- Igor Przegrodzki - degà
- Ferdynand Matysik - capità de la SB
- Zbigniew Lesień – Andrzej
- Marian Opania – redactor en cap
- Erwin Nowiaszek – director de cinema
- Marek Jagoda - editor Januszek
- Tadeusz Bogucki – El pare de Moneta
- Jerzy Duszyński - oncle Karol
- Andrzej Polkowski - el pare de Maria
- Halina Machulska - La mare d'Andrzej
- Jan Machulski - El pare d'Andrzej
- Juliusz Machulski – un estudiant de Moneta
- Paweł Nowisz - treballador del carbó "Kyzioł"
- Ryszard Ronczewski - transportista Wiktor
- Włodzimierz Gołaszewski – estudiant

## Premis de cinema
- 1981 per a Janusz Kijowski - Lublin (Fòrum Internacional de Cinema "Home-Treball-Creativitat") - 1r premi
- 1981 per a Janusz Kijowski - Łagów (Lubuskie Lato Filmowe) - Premi ZSMP del Seminari Nacional d'Activisme Cinematogràfic ZSMP
- 1981 per Krzysztof Zaleski - Gdynia (fins a 1986 Gdańsk) (Festival de llargmetratges polonès) - premi al paper principal masculí
- 1981 per a Janusz Kijowski – Taormina Film Fest – Caribdis de bronze